# Atletisme als Jocs Olímpics d'estiu de 1904 - triple salt homes
El triple salt masculí va ser una de les proves disputades durant els Jocs Olímpics de Saint Louis de 1904. La prova es va disputar l'1 de setembre de 1904 i hi van prendre part 7 atletes, tots dels Estats Units.
Myer Prinstein defensa amb èxit el seu campionat olímpic obtingut quatre anys abans. Amb tot no podrà superar el Rècord Olímpic, establert en 14,47 metres a París.

## Medallistes
| Or             | Plata                | Bronze           |
| Myer Prinstein | Frederick Engelhardt | Robert Stangland |

## Rècords
Aquests eren els rècords del món i olímpic que hi havia abans de la celebració dels Jocs Olímpics de 1904.
| Rècord del Món | 15,26 metres (*) | Matthew Roseingreue | Gort (GBR)  | 15 d'agost de 1895   |
| Rècord Olímpic | 14,47 metres     | Myer Prinstein      | París (FRA) | 16 de juliol de 1900 |

(*) no oficial

## Resultats

### Final
| Posició | Atleta               | Distància (m) |
| ------- | -------------------- | ------------- |
| Or      | Myer Prinstein       | 14,35         |
| Plata   | Frederick Engelhardt | 13,90         |
| Bronze  | Robert Stangland     | 13,36         |
| 4.      | John Fuhler          | 12,91         |
| 5.      | George van Cleaf     | desconegut    |
| 6.      | John Hagerman        | desconegut    |
| 7.      | Samuel Jones         | desconegut    |